# كاي لوريل

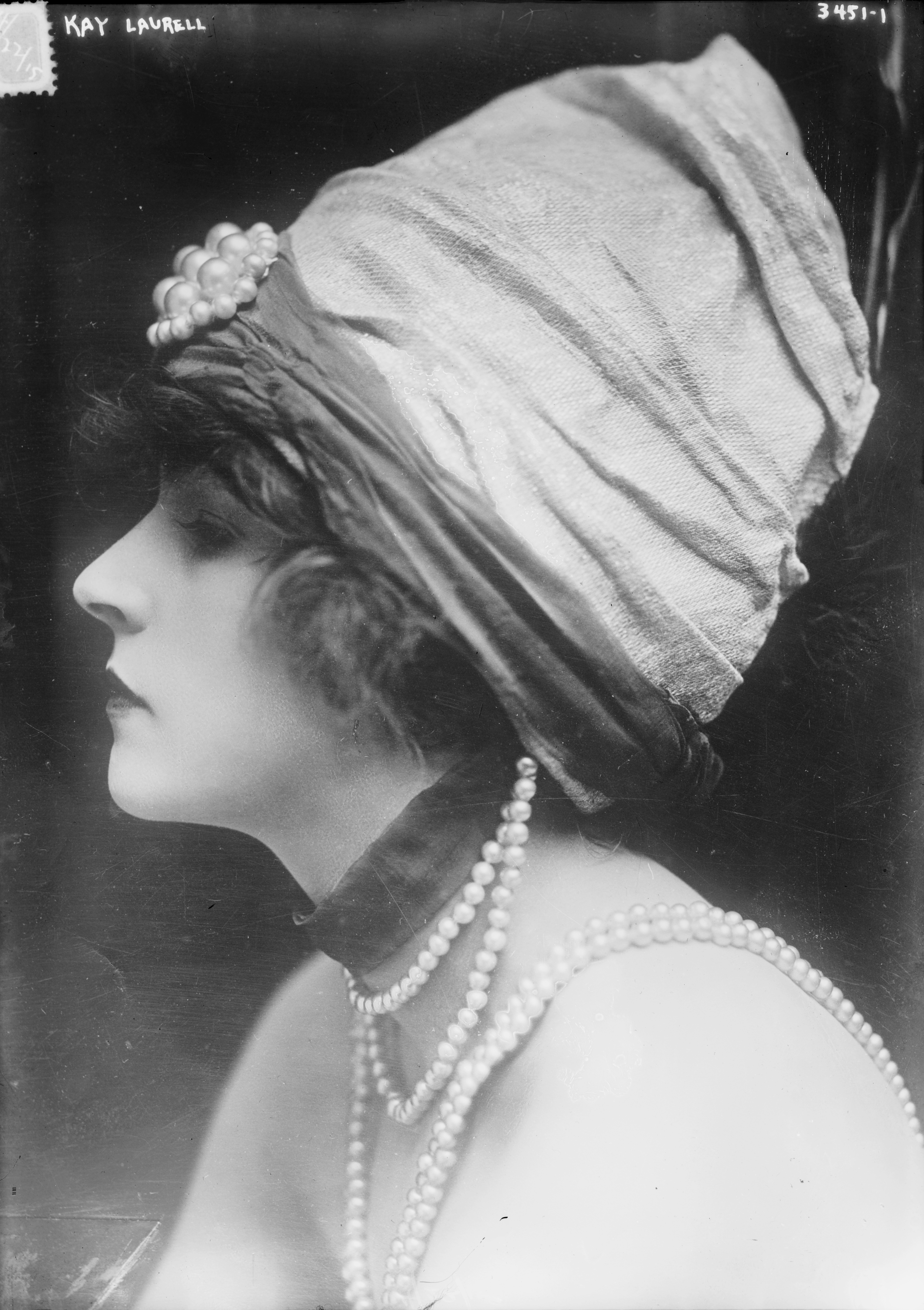
كاي لوريل.

كاي لوريل (بالإنجليزية: Kay Laurell)‏ (28 يونيو 1890  - 31 يناير 1927) كان ممثلة مسرحية وسينمائية أمريكية في الأفلام الصامتة وأيضا كانت عارضة أزياء.

## عن حياتها
بدأت حياتها المهنية كعارضة أزياء للفنانات. إكتشفها السيد فلورنسا زيجفيلد، الابن ولقد كان أول ظهور لها في عام 1914. منذ ظهورها الأول لاحظ الجميع الجمال الذي تتمتع به كاي وكانت تعتبر «واحدة من أجمل النساء على المسرح». في عام 1918 تركت كات لوريل مهنة التمثيل وذهبت لتبدا عملها في مجال الإنتاج والاستعراض المسرحي، ولقد قدمت ثلاثة أفلام صامتة. في عقد 1920، انتقلت لوريل إلى أوروبا حيث واصلت مشوارها الفني هناك.

## وفاتها
توفيت كاي لوريل في 27 يناير 1927 في لندن أثناء ولادتها لطفلها عن عمر يناهز 36 عاما.

## روابط خارجية
- كاي لوريل على موقع IMDb (الإنجليزية)
- كاي لوريل على موقع قاعدة بيانات برودواي على الإنترنت (الإنجليزية)